# Egon Schmidt (Schriftsteller)
Egon Schmidt (* 2. November 1927 in Klein Priesen (Böhmen); † 8. Mai 1983 in Güstrow) war ein deutscher Autor von Kinder- und Jugendbüchern sowie Hochschullehrer in der DDR. 
Verlegt wurden seine Bücher im Kinderbuchverlag Berlin und beim Hinstorff Verlag Rostock. 

## Leben
Egon Schmidt wurde 1927 in Nordböhmen als Sohn eines Schuhmachers geboren. Nach dem Einsatz als Flakhelfer wurde er noch von Januar bis Mai 1945 Soldat. Danach folgten Internierung, Arbeitslager und 1946 Ausweisung aus der ČSR. In Mecklenburg war er zunächst Heizer und Hausmeistergehilfe, bis er 1947 in Schwerin einen Neulehrerkursus begann. 
Nach ersten Lehrerjahren und einem Qualifizierungslehrgang für Dozenten war er bis zu seinem Lebensende in der Lehrerbildung tätig: zunächst ab 1951 am Diesterweg-Institut in Putbus (heute Pädagogium Putbus), ab 1955 am Pädagogischen Institut Erfurt und seit 1957 am Pädagogischen Institut Güstrow, der späteren Pädagogischen Hochschule. Hier war er langjährig Abteilungsleiter für Literatur und Lehrstuhlleiter für deutsche Literatur und deutsche Sprache. 
Egon Schmidt lehrte, forschte und publizierte über deutsche Literatur, insbesondere Kinder- und Jugendliteratur. 1961 legte er das Staatsexamen ab, 1966 folgte die Promotion zum Dr. phil. mit einer Arbeit über Ludwig Reinhard, einen mecklenburgischen Demokraten und Satiriker des Vormärz. 1969 wurde er Hochschuldozent und 1972 zum Dr. sc. promoviert. 1978 erhielt er eine Professur.

## Werke

### Anthologien
- Die Dichter sind des Sturmes Möwen. Hinstorff, Rostock 1955

### Sachbücher
- Die deutsche Kinder- u. Jugendliteratur von der Mitte des 18. Jahrhunderts bis zum Anfang des 19. Jahrhunderts. Kinderbuchverlag, Berlin 1974

### Kinderbücher (alle Kinderbuchverlag Berlin)
- Familie Franke Schinkelstraße 8. 1960
- Der Storch von Landow. Die kleinen Trompeterbücher; Bd. 20, 1961 Dieses Buch wurde beim Preisausschreiben für Kinder- und Jugendliteratur des Ministeriums für Kultur 1961 mit einem Preis ausgezeichnet
- Das Schildkrötenmädchen. 1962

### Jugendbücher (alle Kinderbuchverlag Berlin)
- Drei Jungen im Eis. 1957 - kurze Beschreibung: Im Frühjahr 1956 kamen in Lohme auf Rügen drei Kinder im Eis um. Diese Erzählung stützt sich auf das Ereignis, doch sind Handlung und Personen mit den tatsächlichen Begebenheiten nicht identisch. - Illustrationen von Heinz Ebel -Dieses Buch wurde beim Preisausschreiben für Kinder- und Jugendliteratur des Ministeriums für Kultur 1959 mit einem Preis ausgezeichnet
- Feuer auf der Insel. 1958
- Die Partisanenwiese. 1972

### Weiteres
- Jenny Lind und die grüne Flanelljacke. Mecklenburgische Satiren und Anekdoten aus den Jahren 1844 bis 1849. Hinstorff, Rostock 1970
- Ebereschentage. Erzählung. In: Neue Deutsche Literatur (ndl) 1/1975, S. 45
- (postum) Deutsche Größe. In: Das Leben ist der Güter höchstes ... , Lesarten zu Schiller. Kulturbund, Bezirksleitung Schwerin, 1984